# Periacma falcata
Periacma falcata (лат.) — вид молевидных бабочек рода Periacma из семейства Autostichidae. Китай (провинция Юньнань). Специфический эпитет происходит от латинского falcatus, обозначающего форму дистальной половины саккулюса гениталий.

## Описание
Размах крыльев 14,5 мм. Основная окраска желтовато-коричневая и чёрная. Мезонотум чёрный, кроме жёлтого в проксимальном основании; тегулы жёлтые, с чёрным пятном в основании. Переднее крыло жёлтое, с чёрными чешуйками; костальный край чёрный в основании; спинной край с чёрной крапинкой в основании, рассеянной косо наружу до базальной 1/3 ячейки; дискальные и пликальные пятна чёрные, мелкие; постмедиальная фасция чёрная, от середины костального края косо наружу до торнуса; вершинная фасция чёрная, рассеянная, суженная и приближается к постмедиальной фасции; конечные точки чёрные, равномерно расположенные вдоль термитника; бахромка совпадает с передним крылом. Задние крылья серые; бахрома серая, за исключением жёлтой у основания. Ноги жёлтые, кроме четырёх дистальных тарзомеров переднеспинки и 3 и 4 тарзомеров средней лапки, чёрные; на вентральной поверхности кокса передних ног с удлинённой чёрной полосой; на дорсальной поверхности передняя нога с чёрными чешуйками на бедре, голени чёрные в базальной половине, голень чёрная в середине первого тарзомера, средние лапки с несколькими чёрными чешуйками на бедре, голени чёрные в основании и с чёрным на дистальной половине, лапка чёрная в середине первого тарзомера и в основании второго тарзомера; на внешней поверхности голени задней лапки чёрные в основании, с чёрными чешуйками на дистальной половине, лапки чёрные в середине первого тарзомера, тарзомеры 2-3 с несколькими серовато-чёрными чешуйками. Новый вид сходен с P. rectignatha Wang et Li, 2006 по гениталиям самцов. Его можно отличить по более расширенной перед вершиной костальной части вальвы, косо усечённой вершине саккулюса и эдеагусу с дистальной 1/4, превращённой в субпрямоугольную пластинку. У P. rectignatha костальная часть вальвы не расширена перед вершиной, вершина саккулюса узко закруглена, а эдеагус дистально переходит в субдигитальный отросток.